# 湛江北站
湛江北站是未来广东省湛江市的主要客运车站。为了便于市民出行，车站将在霞山区，原湛江机场的位置建成。根据《湛江铁路枢纽总图规划（2016—2030）》，车站将接入广湛客运专线、湛海客运专线，并通过联络线连接合湛铁路和深湛铁路。
根据《湛江中心枢纽站交通规划》草案，本站将设置5层，其中3层为候车大厅，2层为站台，设6站台12线，夹层为出租车回场匝道，地面层为出站大厅，有出租车和公交上客区，以及停车场，地下一层为商业区。未来地铁开通后，地铁站厅将位于地下一层，地下二层和地下三层为地铁站台。